# Kortenaer-Klasse
Die Kortenaer-Klasse war eine Fregattenklasse der Königlich Niederländischen Marine. Die Schiffe wurden nach dem Ende ihrer knapp dreißigjährigen Dienstzeit bei der niederländischen Marine an Griechenland und die Vereinigten Arabischen Emirate verkauft.

## Geschichte
Die Fregatten wurden in den siebziger Jahren als Universalschiffe entworfen, um sowohl auf Bedrohungen von Flugzeugen als auch U-Booten und Kriegsschiffen reagieren zu können. Sie besaßen wie die meisten Fregattenentwürfe ihrer Zeit ein COGOG-Antriebssystem (Combined gas or gas).
Die acht Schiffe der Bremen-Klasse der Bundesmarine, die zur gleichen Zeit gebaut wurden, stammen aus dem gleichen Entwurf und sind der Kortenaer-Klasse sehr ähnlich.
Insgesamt wurden zehn Schiffe von Royal Schelde in Vlissingen und zwei weitere von Wilton-Fijenoord in Rotterdam zwischen 1975 und 1982 gebaut. Davon wurden zwei bereits in der Bauphase als Elli-Klasse an die griechische Marine verkauft und in den Niederlanden durch zwei neue Schiffe der Jacob-van-Heemskerck-Klasse, die bessere Luftverteidigungsfähigkeiten besaßen, ersetzt.
Zwischen 1993 und 1997 wurden vier weitere Schiffe, die bei der niederländischen Marine außer Dienst gestellt worden waren, an Griechenland verkauft. 1997 und 1998 gingen zwei ausgemusterte Fregatten an die Vereinigten Arabischen Emirate. Die letzten vier Schiffe der Klasse kamen nach ihrer Außerdienststellung in den Niederlanden zwischen 2001 und 2004 ebenfalls an Griechenland.
Sie ist nach dem Admiral des 17. Jahrhunderts Egbert Kortenaer benannt.

## Technik
Die Fregatten der Kortenaer-Klasse sind 130 Meter lang, 14,5 Meter breit und verdrängen bei einem Tiefgang von 4,4 Metern maximal 3800 ts. Der Antrieb der Schiffe erfolgt durch ein COGOG-System, zwei Gasturbinen Rolls-Royce Tyne RM1C mit je 4.900 PS werden bei Marschfahrt bis 20 Knoten Geschwindigkeit eingesetzt, zwei Gasturbinen Rolls-Royce Olympus TM3B mit je 25.700 PS bringen die Schiffe auf ihre Höchstgeschwindigkeit von 30 Knoten. Die Reichweite beträgt 4700 Seemeilen bei 16 Knoten Marschgeschwindigkeit.
Die Bewaffnung besteht aus einem 76-mm-Kompaktgeschütz von Oto Melara auf dem Vorderdeck und einem Goalkeeper-Nahbereichsverteidigungssystem auf dem Hangardach, welches bei den an Griechenland verkauften Schiffen durch Phalanx CIWS ersetzt wurde. Für den Anti-Schiffseinsatz verfügen die Fregatten über zwei Vierfachstarter für RGM-84 Harpoon-Antischiffsraketen. Für den Einsatz gegen Luftziele befindet sich vor der Brücke ein Mk 29-Achtfachstarter für RIM-7-Sea-Sparrow-Luftabwehrraketen. Vier Torpedorohre für Mark-46-Leichtgewichtstorpedos ergänzen die Bewaffnung.
Im Hangar auf dem Achterdeck können zwei Westland-Sea-Lynx-Hubschrauber mitgeführt werden, im Friedenseinsatz befindet sich jedoch nur ein Hubschrauber an Bord.
Ein LW 08 Long Range Air Surveillance Radar sowie ein WM25-Such- und Verfolgungsradar liefern die Daten für das SEWACO-II-EDV-System mit Link-11-Datenverbindung und Satellitenkommunikation. Ein Scout-Navigationsradar unterstützt die Navigation des Schiffes. Ein Westinghouse-AN/SQS-509-Bugsonar ermöglicht die Ortung von Unterwasserzielen.

## Einheiten
Niederlande: Kortenaer-Klasse
| Schiff                   | Namensgeber                    | Bauwerft         | Kiellegung         | Stapellauf         | Indienststellung  | Außerdienststellung | Verbleib                                      |
| ------------------------ | ------------------------------ | ---------------- | ------------------ | ------------------ | ----------------- | ------------------- | --------------------------------------------- |
| F807 Kortenaer           | Egbert Bartholomeusz Kortenaer | Royal Schelde    | 8. April 1975      | 18. Dezember 1976  | 26. Oktober 1978  | 1997                | als F-462 Kountouriotes (Κουντουριώτης) an GR |
| F808 Callenburgh         | Gerard Callenburgh             | Royal Schelde    | 30. Juni 1975      | 26. März 1977      | 26. Juli 1979     | 1994                | als F-459 Adrias (Αδριάς) an GR               |
| F809 Van Kinsbergen      | Jan Hendrik van Kinsbergen     | Royal Schelde    | 2. September 1975  | 16. April 1977     | 24. April 1980    | 1995                | als F-461 Navarinon (Ναυαρίνον) an GR         |
| F810 Banckert            | Joost Banckert                 | Royal Schelde    | 25. Februar 1976   | 30. September 1978 | 29. Oktober 1980  | 1993                | als F-460 Aegaeon (Αιγαίον) an GR             |
| F811 Piet Hein           | Piet Pieterszoon Heyn          | Royal Schelde    | 24. April 1977     | 3. Juli 1978       | 14. April 1981    | 1998                | als F02 Al Emirat an VAE                      |
| F816 Abraham Crijnssen   | Abraham Crijnssen              | Royal Schelde    | 25. Oktober 1978   | 16. Mai 1981       | 26. Januar 1983   | 1997                | als F01 Abu Dhabi an VAE                      |
| F823 Philips van Almonde | Philips van Almonde            | Wilton-Fijenoord | 1. Oktober 1977    | 11. August 1979    | 2. Dezember 1981  | 2002                | als F-465 Themistokles (Θεμιστοκλής) an GR    |
| F824 Bloys van Treslong  | Willem Bloys van Treslong      | Wilton-Fijenoord | 1. Mai 1978        | 15. November 1980  | 25. November 1982 | 2003                | als F-466 Nikiforos Fokas an GR               |
| F825 Jan van Brakel      | Jan van Brakel                 | Royal Schelde    | 16. September 1979 | 16. Mai 1981       | 14. April 1983    | 2001                | als F-464 Kanaris (Κανάρης) an GR             |
| F826 Pieter Florisz      | Pieter Florisse                | Royal Schelde    | 21. Januar 1981    | 8. Mai 1982        | 1. Oktober 1983   | 2001                | als F-463 Bouboulina (Μπουμπουλίνα) an GR     |

 Griechenland: Elli-Klasse
| Schiff               | Namensgeber            | Bauwerft      | Kiellegung    | Stapellauf        | Indienststellung   |
| -------------------- | ---------------------- | ------------- | ------------- | ----------------- | ------------------ |
| F450 Elli (ΕΛΛΗ)     | Schlacht von Elli      | Royal Schelde | 1. Juli 1977  | 15. Dezember 1979 | 10. Oktober 1981   |
| F451 Limnos (ΛΗΜΝΟΣ) | Seeschlacht von Limnos | Royal Schelde | 13. Juni 1978 | 27. Oktober 1979  | 18. September 1982 |

## Verbleib
Die Fregatte F02 Al Emarat (ex F811 Piet Hein) wurde 2011–2015 nach ihrer Außerdienststellung (2006) zur zivilen Megayacht Yas umgebaut. Die Fregatte F01 Abu Dhabi (ex F816 Abraham Crijnssen) soll nach ihrer Außerdienststellung (2008) ebenfalls zur Megayacht umgebaut werden, der Projektname ist Swift 135. Die Rümpfe wurden auf 141 bzw. 135 Meter verlängert. Die Yas ist die elftlängste Motoryacht der Welt und ist die größte Konversionsyacht. Designer ist der Franzose Jacques Pierrejean.